# Suzuki Wagon R+
Suzuki Wagon R+ er en mini-MPV fra den japanske bil- og motorcykelfabrikant Suzuki, som er blevet produceret i to forskellige modelgenerationer. Den er lidt bredere end den japanske Suzuki Wagon R, som den er baseret på, og som i Japan markedsføres som en selvstændig modelserie i Kei-Car-klassen.
I Europa var modellen på markedet mellem efteråret 1996 og sommeren 2008. Bilerne til det europæiske marked blev bygget af Magyar Suzuki i Esztergom, Ungarn. Den japanske version af modellen bar oprindeligt navnet Wagon R. Kun på eksportmodellerne blev et "+" tilføjet navnet for at kendetegne en forbedret effekt og større ydermål, specielt bredden. 

## MA61S/MB61S (1996–2000)
Den første modelgeneration af Wagon R+ blev introduceret i oktober 1996 som en bredere version af Wagon R, som så ikke længere opfyldt betingelserne for at være en Kei-Car, og markedsført i Europa. Wagon R+ blev i starten bygget og indregistreret som firepersoners bil (med bagsæde delt på midten).
Modellen blev produceret med to forskellige benzinmotorer: En 1,0-litersmotor med 48 kW (65 hk) og en 1,2-litersmotor med 51 kW (69 hk), som kunne leveres med eller uden firehjulstræk.
- Bagfra

### Tekniske data
|                                                | 1.0                             | 1.2                                         |
| Byggeperiode                                   | 1996−2000                       | 1996−2000                                   |
| Motordata                                      |                                 |                                             |
| Motorkode                                      | K10A                            | K12A                                        |
| Motortype                                      | R4-benzinmotor                  | R4-benzinmotor                              |
| Antal ventiler pr. cylinder                    | 4                               | 4                                           |
| Ventilstyring                                  | DOHC, tandrem                   | DOHC, tandrem                               |
| Fødesystem                                     | Multipoint                      | Multipoint                                  |
| Trykladning                                    | –                               | –                                           |
| Køling                                         | Vandkøling                      | Vandkøling                                  |
| Boring × slaglængde                            | 68,0 × 68,6 mm                  | 71,0 × 74,0 mm                              |
| Slagvolume                                     | 997 cm³                         | 1171 cm³                                    |
| Kompressionsforhold                            | 10,0:1                          | 9,3:1                                       |
| Maks. effekt ved omdr./min.                    | 48 kW (65 hk) 6500              | 51 kW (69 hk) 6000                          |
| Maks. drejningsmoment ved omdr./min.           | 81 Nm 3500                      | 95 Nm 3250                                  |
| Tankindhold                                    | 42 liter                        | 42 liter                                    |
| Kraftoverførsel                                |                                 |                                             |
| Drivende hjul (standardudstyr)                 | Forhjul                         | Forhjul                                     |
| Drivende hjul (ekstraudstyr)                   | –                               | Alle                                        |
| Gearkasse (standardudstyr)                     | 5-trins manuel                  | 5-trins manuel                              |
| Gearkasse (ekstraudstyr)                       | 4-trins automatisk              | 4-trins automatisk                          |
| Præstationer                                   |                                 |                                             |
| Topfart                                        | 140 km/t                        | 140 km/t (135 km/t)                         |
| Brændstofforbrug pr. 100 km ved blandet kørsel | 6,0 liter (7,0 liter) Blyfri 95 | 5,9 liter (7,1 liter) [6,7 liter] Blyfri 95 |
| CO2-udslip ved blandet kørsel                  | 143 g/km (171 g/km)             | 136 g/km (165 g/km) [162 g/km]              |

1. ↑  Værdier i runde parenteser gælder for versioner med automatgear, og i kantede parenteser for versioner med firehjulstræk

## MA63S/MA64S/MA32S (2000–2008)
I maj 2000 fandt et modelskifte sted. Da General Motors havde et teknologisk joint venture med Suzuki, blev en identisk bil fra 2000 solgt af Opel under navnet Opel Agila (dog med Opels egne motorer). Med modelskiftet blev karrosseriet tilpasset den almene smag og blev rummeligere. I september 2003 kom en faceliftet udgave af anden generation på markedet, og fra dette tidspunkt kunne modellen også fås med dieselmotor. Desuden blev bagsædet og sikkerhedsselesystemet modificeret (med asymmetrisk delt bagsæde med tre trepunktsseler) og bilen godkendt til fem personer. Fra modelåret 2001 fik alle Wagon R+ fire airbags (fører-, forsædepassager- samt sideairbags i forsædernes ryglæn).
Den anden generation af Wagon R+ kunne leveres med en 1,3-litersmotor med 56 kW (76 hk, med eller uden firehjulstræk). Fra faceliftet i 2003 kunne bilen fås med en 1,3-liters benzinmotor med 69 kW (94 hk) med eller uden firehjulstræk samt en dieselmotor med 51 kW (69 hk) leveret af Fiat, som begge opfylder Euro 4-normen.
69 kW (94 hk)-benzinmotorens brændstofforbrug lå ifølge fabrikanten på 6,3 liter pr. 100 km ved et CO2-udslip på 150 g/km, hvor dieselmotoren var opgivet til 4,9 liter pr. 100 km.
Produktionen af Suzuki Wagon R+ blev indstillet i august 2008. Efterfølgeren Splash blev præsenteret på Frankfurt Motor Show 2007 og blev ligesom Wagon R+ bygget i Ungarn. Siden den 25. september 2008 sælger Suzuki udelukkende i Japan den egentlige efterfølger for Wagon R under samme navn. Den større Wagon R+ blev i januar 2011 afløst udenfor Europa af Suzuki Solio.
- Bagfra
- Suzuki Wagon R+ (2003−2008)

### Tekniske data
|                                                | 1.3                             | 1.3                                         | 1.3 DDiS                  |
| Byggeperiode                                   | 2000−2003                       | 2003−2006                                   | 2003−2006                 |
| Motordata                                      |                                 |                                             |                           |
| Motorkode                                      | G13BB                           | M13A                                        | Z13DT                     |
| Motortype                                      | R4-benzinmotor                  | R4-benzinmotor                              | R4-dieselmotor            |
| Antal ventiler pr. cylinder                    | 4                               | 4                                           | 4                         |
| Ventilstyring                                  | OHC, tandrem                    | DOHC, kæde                                  | DOHC, kæde                |
| Fødesystem                                     | Multipoint                      | Multipoint                                  | Commonrail                |
| Trykladning                                    | –                               | –                                           | Turbolader, ladeluftkøler |
| Køling                                         | Vandkøling                      | Vandkøling                                  | Vandkøling                |
| Boring × slaglængde                            | 74,0 × 75,5 mm                  | 78,0 × 69,5 mm                              | 69,6 × 82,0 mm            |
| Slagvolume                                     | 1298 cm³                        | 1328 cm³                                    | 1248 cm³                  |
| Kompressionsforhold                            | 9,5:1                           | 9,5:1                                       | 18,0:1                    |
| Maks. effekt ved omdr./min.                    | 56 kW (76 hk) 5500              | 69 kW (94 hk) 6000                          | 51 kW (69 hk) 4000        |
| Maks. drejningsmoment ved omdr./min.           | 115 Nm 4250                     | 118 Nm 4100                                 | 170 Nm 1750               |
| Tankindhold                                    | 41 liter                        | 41 liter                                    | 39 liter                  |
| Kraftoverførsel                                |                                 |                                             |                           |
| Drivende hjul (standardudstyr)                 | Forhjul                         | Forhjul                                     | Forhjul                   |
| Drivende hjul (ekstraudstyr)                   | Alle                            | Alle                                        | –                         |
| Gearkasse (standardudstyr)                     | 5-trins manuel                  | 5-trins manuel                              | 5-trins manuel            |
| Gearkasse (ekstraudstyr)                       | 4-trins automatisk              | 4-trins automatisk                          | –                         |
| Præstationer                                   |                                 |                                             |                           |
| Topfart                                        | 155 km/t (145 km/t)             | 160 km/t (150 km/t)                         | 155 km/t                  |
| Brændstofforbrug pr. 100 km ved blandet kørsel | 6,1 liter (6,9 liter) Blyfri 95 | 6,3 liter (7,2 liter) [6,8 liter] Blyfri 95 | 5,2 liter Diesel          |
| CO2-udslip ved blandet kørsel                  | 145 g/km (166 g/km)             | 150 g/km (174 g/km) [162 g/km]              | 140 g/km                  |

1. ↑  Værdier i runde parenteser gælder for versioner med automatgear, og i kantede parenteser for versioner med firehjulstræk